# Franz Pesch
Franz Pesch (* 1947) ist ein deutscher Architekt, Stadtplaner und Universitätsprofessor.

## Werdegang
Franz Pesch absolvierte ein Studium in den Fächern Architektur und Städtebau an der RWTH Aachen. Nach der bestandenen Diplom-Prüfung war er zunächst wissenschaftlicher Assistent bei Peter Zlonicky an der Fakultät für Raumplanung der Universität Dortmund, wo er 1981 zum Dr.-Ing. (Stadt- und Raumplanung) promovierte. Im Jahr 1982 gründete er das heutige Büro pesch partner architekten stadtplaner BDA/SRL mit Bürostandorten in Dortmund und Stuttgart. 1992/1993 war er Gastprofessor an der Gesamthochschule Kassel. Von 1994 bis 2014 lehrte er als Professor für Stadtplanung und Entwerfen am Städtebau-Institut an der Fakultät für Architektur und Stadtplanung der Universität Stuttgart.
Seine Forschungsschwerpunkte liegen im Bereich der Stadterneuerung, der Innenstadtentwicklung und des öffentlichen Raums.
Pesch ist als Gutachter und Berater im In- und Ausland tätig und hat mit seinem Büro zahlreiche Wettbewerbserfolge und Auszeichnungen in den Bereichen Städtebau, Wohnungsbau, öffentlicher Raum erlangt. Daneben hat er zahlreiche Veröffentlichungen zu den Themen Städtebau, Baukultur und Planungspolitik herausgebracht.

## Ehemalige Assistenten
- Johannes Kappler

## Schriften
- Stadt-Center – Ein neues Handelsformat für die urbane Mitte Rohn Verlag, Detmold 2013, ISBN 3-939-48676-0.
- Neues Bauen in historischer Umgebung. Müller, Köln 1995, ISBN 3-481-00755-8.
- Stadt der Zukunft. Dokumentation des 5. Internationalen Kongresses für Altstadt und Baukultur. Düsseldorf / Herdecke 1996.
- Die Zukunft der Innenstädte. Szenarien, Thesen und Standpunkte zur Entwicklung der städtischen Mitte. Stuttgart 1999.
- Bedeutungswandel von Innenstädten und Nebenzentren durch E-Commerce. In: Wüstenrot-Stiftung (Hrsg.): Räumlicher Strukturwandel im Zeitalter des Internets. Wiesbaden 2004, ISBN 3-531-14381-6, S. 300–302.
- (als Herausgeber, gemeinsam mit Hans-Dieter Collinet): Stadt und Landschaft. Klartext, Essen 2009, ISBN 978-3-8375-0002-8.